# یوتا شیمومورا
یوتا شیمومورا (انگلیسی: Yuta Shimomura؛ زادهٔ ۱ مهٔ ۱۹۹۰) بازیکن فوتبال اهل ژاپن است.